# جيمي ستيوارت (مغني)
جيمي ستيوارت (بالإنجليزية: Jamie Stewart)‏ هو مغني ومغن مؤلف أمريكي، ولد في 2 مارس 1978.

## وصلات خارجية
- جيمي ستيوارت على موقع ميوزك برينز (الإنجليزية)
- جيمي ستيوارت على موقع ديسكوغز (الإنجليزية)